# Spilosoma opulenta
Spilosoma opulenta là một loài bướm đêm thuộc phân họ Arctiinae, họ Erebidae.